# Dmitrij Kollars
Dmitrij Kollars (Brema, 13 agosto 1999) è uno scacchista tedesco.
Ha ottenuto il titolo di Maestro internazionale nel 2015 e di Grande maestro nel 2017.

## Principali risultati
Nel maggio 2015 ha vinto a Willingen il campionato tedesco U16 con 7 /9, davanti al secondo classificato Vincent Keymer. Nello stesso anno ha vinto lo Schlosspark Open a Wiesbaden.
Nel 2016 ha vinto il torneo di Jūrmala, ottenendo la prima norma di GM  e si è classificato quarto a Chanty-Mansijsk nel campionato del mondo giovanile U16. Nel 2017 ha ottenuto la seconda e terza norma di Grande maestro.
Nel luglio 2021 è stato 2°-3° con Daniel Fridman nel torneo di Dortmund, vinto da Pavel Eljanov.
Il 24 luglio 2022 ha vinto a Dortmund il torneo "No-Castling World Masters" (in cui era vietato l'arrocco), per spareggio tecnico su Viswanathan Anand.
Nell'agosto 2024 vince il Campionato tedesco.
Ha ottenuto il suo più alto rating FIDE nel settembre 2024, con 2659 punti Elo, 69º al mondo e 2º in Germania.